# Candelaria Loxicha
Candelaria Loxicha là một đô thị thuộc bang Oaxaca, México. Năm 2005, dân số của đô thị này là 8686 người.